# Max Ferdinand von Preysing
Max Ferdinand Graf von Preysing (auch Johann Maximilian Felix Ferdinand) (* 1655; † 1739) war ein einflussreicher Oberst am Münchener Hof. Unter den Kurfürsten Ferdinand Maria und Maximilian II. Emanuel war er Oberststallmeister, Obersthofmarschall, Oberstkämmerer, Obersthofmeister und Landesadministrator von Bayern.

## Verdienste
Christian Probst berichtet, dass Obersthofmeister Graf von Preysing und der Haushofmeister der Prinzen, Philipp Josef von Toerring-Seefeld, sowie die Münchner Bürgerschaft die Auslieferung der Söhne Max Emanuels nach Österreich verhindern wollten. Man beabsichtigte deshalb, die kaiserliche Besatzung aus München und dem ganzen Land zu vertreiben.